# Spolu (album)
Spolu je v pořadí třetí studiové album české dívčí skupiny Holki. Deska vyšla na podzim v roce 2001 u vydavatelství Monitor-EMI. Sklady jsou ve směs ve stylu dance-pop. Hudbu, texty a aranžmá složil Peter Fider, který byl zároveň producentem skupiny. Ivan van Stage doprovodil skladby po kytarové stránce. Album oproti předchozí desce bylo natočeno ve studiu Ondřeje Soukupa. Mix a mastering vytvořil Vladimír Fila během srpna až září v roce 2001. Design vytvořil Martin Thouf. O všechny fotky se postaral Tomáš Beran. Vizáž měli na starosti Zdeněk Fencll (Make Up a vlasy) a  Alena Šafratová (styling). Management v režii Umělecké agentury RichArt.
Album obsahuje celkem 11 songů. Mezi nejznámější skladby patří singly s videoklipy „Jsi senzační", „Když mě líbáš", „Se mnou se neztratíš" a „Víkend je můj". První zveřejněnou skladbou byla píseň ve stylu europop „Když mě líbáš", která se doposud nejvíce lišila svou hudební stránkou od předchozí publikované tvorby. nejvíce ve skladbě můžeme slyšet zpěv Radany Labajové a Kateřiny Brzobohaté. Klára Kolomazníková v písni zpívá druhou část první sloky a doprovodné vokály. Nikola Šobichová doprovází zejména svými doprovodnými vokály. Druhou zveřejněnou skladbou byla nejznámější popová skladba z alba „Jsi senzační", kde můžeme slyšet zpívat všechny členky skupiny. Následně vyšly singly ve stylu dance-pop „Se mnou se neztratíš" a „Víkend je můj", kde můžeme slyšet v popředí zejména hlas Radany Labajové a Kateřiny Brzobohaté, zbylé členky nazpívaly doprovodné vokály. Mezi rychlejší písně ve stylu dance-pop patří skladby „Bude líp", „Rytmus noci", „Víš" a „Sláva patří vítězům". Mezi čistě popové skladby můžeme zařadit „Pár přání", „Prázdninová láska" a „Ve snu se vdávám".  

## Seznam skladeb
| Pořadí | Název                        | Délka |
| ------ | ---------------------------- | ----- |
| 1.     | Jsi senzační                 | 3:19  |
| 2.     | Se mnou se neztratíš         | 3:28  |
| 3.     | Víkend je můj                | 3:32  |
| 4.     | Bude líp                     | 3:28  |
| 5.     | Pár přání                    | 3:41  |
| 6.     | Rytmus noci                  | 3:22  |
| 7.     | Víš                          | 2:59  |
| 8.     | Prázdninová láska            | 3:26  |
| 9.     | Sláva patří vítězům          | 3:54  |
| 10.    | Ve snu se vdávám             | 3:04  |
| 11.    | Když mě líbáš (long version) | 4:17  |